# Douglas Lilburn
Douglas Gordon Lilburn (2 novembre 1915 - 6 juin 2001), né  à Whanganui, est un compositeur néo-zélandais.

## Biographie
Lilburn a suivi les cours du lycée de garçons de Waitaki de 1930 à 1933, puis a étudié le journalisme et la musique à Christchurch à l'Université de Canterbury (alors partie de l'Université de la Nouvelle-Zélande) (1934 à 1936). De 1937 à 1939 , il a  étudié au Royal College of Music de Londres. Notamment la composition avec Ralph Vaughan Williams.
Lilburn est  retourné en Nouvelle-Zélande en 1940 et a travaillé comme chef d'orchestre d'abord à Wellington puis à Christchurch en 1941. Il a travaillé comme compositeur indépendant et professeur jusqu'en 1947. Entre 1946 et 1949 et de nouveau en 1951, Lilburn a été compositeur en résidence d'été à l’école de musique de Cambridge.
Au cours de ces années, il a été impliqué dans les arts en Nouvelle-Zélande, et a rencontré des artistes tels Allen Curnow, Denis Glover, Rita Angus et Alistair Campbell.
En 1947, Lilburn a pris un poste à l'Université de Victoria en tant que conférencier à temps partiel , puis en 1949 à temps plein, et en 1955 est devenu  maître de conférences;  il a été nommé professeur agrégé de musique en 1963 et professeur avec une chaire de  musique en 1970. À la suite de visites de studios en Europe et au Canada; en 1966, Lilburn  a fondé  et dirigé le studio de musique électronique de l'université  jusqu'en 1979, un an avant sa retraite.
Lilburn a reçu un doctorat honorifique de l'Université d'Otago en 1969 et en 1978, sa candidature a été présentée  par l'Association des compositeurs de Nouvelle-Zélande à la Citation pour services rendus à la musique en  Nouvelle-Zélande. Le 6 février 1988, Lilburn devient la huitième personne nommée à l'Ordre de Nouvelle-Zélande. 
Douglas Lilburn, est décrit  comme « le doyen de la musique en Nouvelle-Zélande » et le « grand-père de la musique en Nouvelle-Zélande »,,.

## Prix et récompenses
- Concours Grainger Percy, 1936, pour son poème Forêt
- Prix Cobbett, Royal College of Music, 1939 pour Phantasy pour quatuor à cordes
- Bourse Foli
- Prix Hubert Parry, Royal College of Music 1939
- Trois sur quatre des  prix  de musique organisés lors du Centenaire de la Nouvelle-Zélande (1940)
- Prix commémoratif Philip Neill 1944.

## Compositions
- Drysdale Overture (1937)
- Aotearoa , ouverture pour orchestre (1940)
- Festival Overture (1940)
- Landfall in Unknown Seas pour  narrateur et orchestre
- Canzonetta pour violon  et alto (1942)
- A Song of Islands pour orchestre (1946)
- Symphony No. 1 First Symphony (1949)
- Symphony No. 2 Second Symphony (1951)
- Sings Harry,  cycle  de chant pour baryton (1954)
- Suite pour Solo Viola (1954, revue en  1955)
- Suite pour Orchestre (1955)
- A Birthday Offering pour orchestre (1955)
- Three Songs pour  baryton et alto (1958)
- Symphony No. 3 Third Symphony (1961)
- Five Toronto Pieces (1963)
- The Return (1965)
- Nine Short Pieces for Piano (1966)
- Five Toronto Pieces (1969)
- Three inscapes" (1972)
- Soundscape with lake and river (1979)
- Three Sea Changes (1981)
- Piano Sonata No. 1 en ut mineur, Op. 1 (1932)
- Piano Sonata No. 2 en sol mineur (incomplete 1937)
- Piano Sonata No. 3 en fa mineur (1939)
- Piano Sonata No. 4 en la mineur (1939)
- Piano Sonata No. 5 (1949)
- Piano Sonata No. 6 (1956)

## Discographie
L'Orchestre symphonique de Nouvelle-Zélande a enregistré la plupart des œuvres majeures de Lilburn , y compris les trois symphonies composées de 1949 à 1961. Son A Song of Islands  a été présenté en  première américaine le 17 novembre 2012, par l'Orchestre Philharmonique de Fort Wayne (Indiana), dirigé par James Judd, ancien directeur musical de l'Orchestre symphonique de  Nouvelle-Zélande.
- Symphonies 1 à 3 - New Zealand Symphony Orchestra, dir. James Judd (29-31 mai 2001, Naxos 8.555862)